# Phlyctimantis boulengeri
Phlyctimantis boulengeri es una especie de anfibios de la familia Hyperoliidae.
Habita en Camerún, Costa de Marfil, Guinea Ecuatorial, Ghana, Guinea, Liberia y Nigeria.
Su hábitat natural incluye bosques tropicales o subtropicales secos y a baja altitud, marismas intermitentes de agua dulce y zonas previamente boscosas ahora degradadas.
Está amenazada de extinción por la pérdida de su hábitat natural.